# Mantelletta
Een mantelletta is een kledingstuk dat bepaalde Rooms-katholieke prelaten boven hun soutane en rochet dragen. Een mantelletta heeft een open voorzijde en komt ongeveer tot knielengte. In plaats van mouwen zijn er aan de zijkanten van de mantelletta spleten waardoor de drager zijn armen kan steken. Een mantelletta wordt aan de nek gesloten.

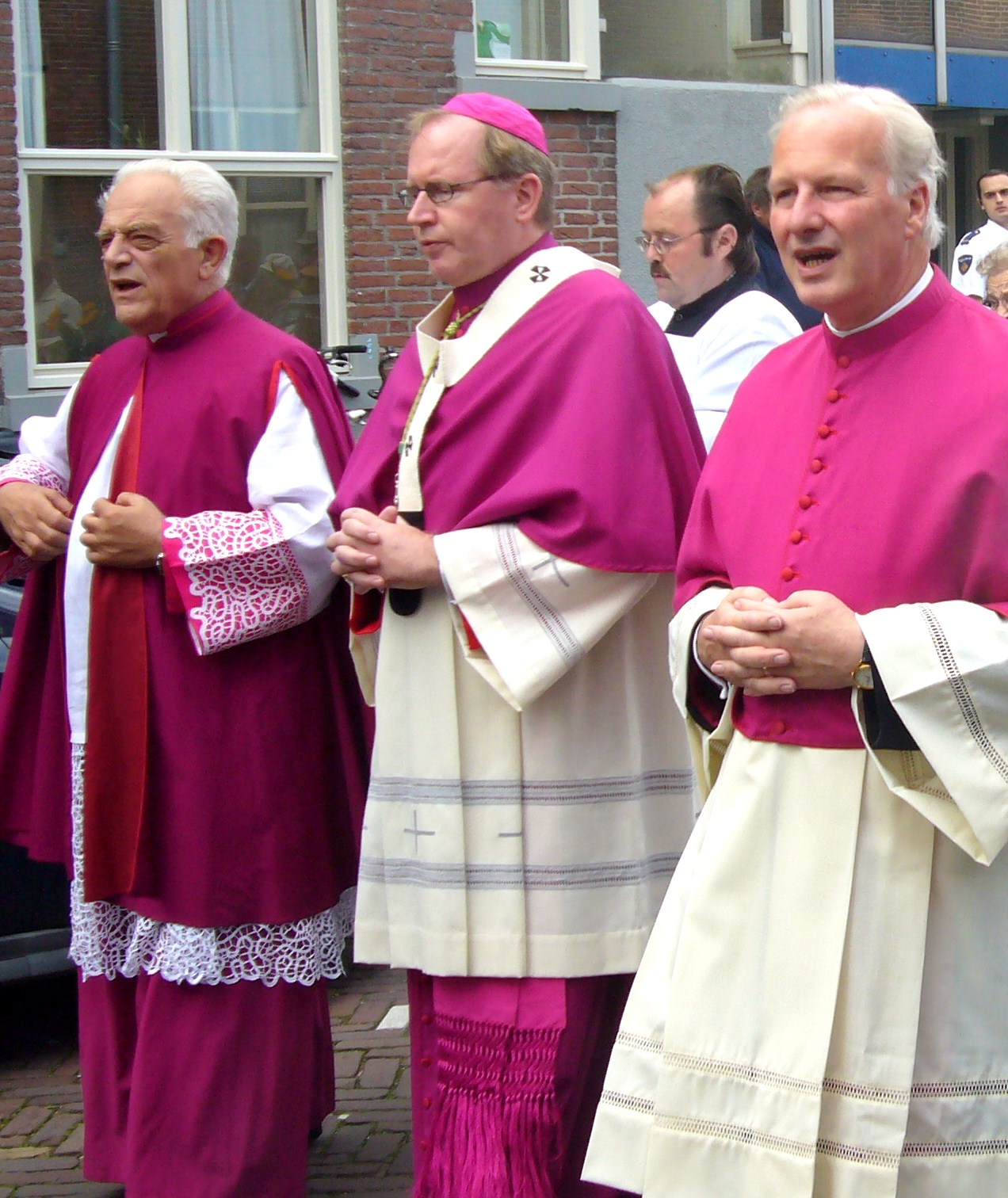
Karel Kasteel (l) met mantelletta

## Geschiedenis
Tot 1969 werd de mantelletta door bisschoppen boven hun rochet gedragen, in plaats van de mozetta, wanneer zich buiten hun eigen bisdom bevonden. Op die manier was het naast een symbool van hun prelaatschap ook een symbool van hun beperkte jurisdictie. Dit is de reden waarom hulpbisschoppen steeds een mantelletta als koorkledij droegen, ze bevonden zich immers nooit in hun eigen bisdom. Aartsbisschoppen droegen de mantelletta enkel wanneer ze zich buiten hun eigen kerkprovincie bevonden. In gebieden die binnen hun jurisdictie vielen droegen ze de mozetta. Kardinalen droegen enkel een mantelletta onder hun mozetta wanneer ze zich in Rome bevonden. De mantelletta stond zo symbool voor hun rang binnen de Kerk. Op die manier toonden de kardinalen ook eerbied voor de autoriteit van de paus in zijn eigen bisdom. Buiten Rome droegen kardinalen steeds een mozetta en nooit een mantelletta, zelfs indien ze zich buiten hun eigen bisdommen bevonden.
De mantelletta maakte ook deel uit van de koorkledij van de zogenaamde prelates di manteletta, zoals de apostolische protonotarissen de numero en bepaalde leden van de pauselijke huishouding. Ook een aantal andere prelaten hadden het voorrecht om een mantelletta te dragen, zoals de auditors van de Sacra Rota Romana en een aantal hoge functionarissen binnen het Vaticaan, indien ze geen bisschop waren.
Bij de hervormingen van de religieuze kledij door paus Paulus VI in 1969 werd de mantelletta voor bisschoppen en kardinalen afgeschaft en vervangen door de mozetta. De paarse mantelletta wordt tegenwoordig enkel nog als koorkledij gedragen door de zogenaamde Apostolische protonotarissen de numero en enkele hoge functionarissen binnen de Romeinse Curie, indien ze geen bisschopswijding hebben ontvangen.